# Trans Mara District
Trans Mara District (auch: Transmara District) war ein Distrikt in der kenianischen Provinz Rift Valley. Die Hauptstadt des Distriktes war Kilgoris. Im Distrikt lebten 1999 170.591 Menschen auf 2846 km². Das Gebiet des Trans Mara Districts wurde 1994 vom Narok District abgespalten. Ein Teil des Naturschutzgebietes Masai Mara lag im Trans Mara District.
Im Rahmen der Verfassung von 2010 wurden die kenianischen Distrikte aufgelöst. Das Gebiet gehört heute zum Narok County.

## Gliederung
Der Distrikt teilte sich in fünf Divisionen auf und bildete einen Wahlbezirk.
| Divisionen |           |            |
| Division   | Einwohner | Hauptstadt |
| Keiyan     | 025.885   | Enoosaen   |
| Kilgoris   | 031.827   | Kilgoris   |
| Kirindoni  | 056.197   |            |
| Lolgorian  | 025.553   | Lolgorien  |
| Pirrar     | 031.129   |            |
| Gesamt     | 170.591   | -          |